# Periscyphops penicilliger
Periscyphops penicilliger är en kräftdjursart som först beskrevs av Karl Wilhelm Verhoeff1942.  Periscyphops penicilliger ingår i släktet Periscyphops och familjen Eubelidae. Inga underarter finns listade i Catalogue of Life.